# Vranjak (Modriča)
Pour les articles homonymes, voir Vranjak.
Vranjak (en serbe cyrillique : Врањак) est un village de Bosnie-Herzégovine. Il est situé dans la municipalité de Modriča et dans la république serbe de Bosnie. Selon les premiers résultats du recensement bosnien de 2013, il compte 1 565 habitants.

## Démographie

### Évolution historique de la population dans la localité
| 1948  | 1953 | 1961  | 1971  | 1981  | 1991  | 2013  |
| ----- | ---- | ----- | ----- | ----- | ----- | ----- |
| 2 231 | -    | 2 640 | 2 883 | 2 174 | 2 370 | 1 565 |

|  |